# Parco nazionale Wapusk
Il parco nazionale Wapusk (in inglese Wapusk National Park) è un parco nazionale situato in Manitoba, in Canada.